# دانوون-گو
دانوون-گو (به لاتین: Danwon-gu) یک منطقهٔ مسکونی در کره جنوبی است که در گیونگی-دو واقع شده‌است. دانوون-گو ۹۱٫۲۳ کیلومتر مربع مساحت و ۳۷۱٬۴۳۴ نفر جمعیت دارد.